# Sainte-Anne (Seychellen)

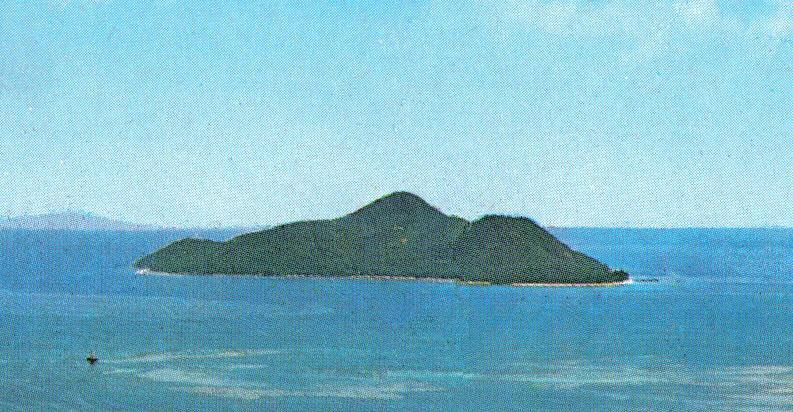
Sainte-Anne in de jaren zeventig

Sainte-Anne is een eiland dat bij de Seychellen hoort. Het ligt ten oosten van Mahé, ter hoogte van de hoofdstad Victoria. Sainte-Anne vormt samen met Île au Cerf, Île Longue, Île Ronde, Île Moyenne en Île Cachée het Sainte-Anne Marine Nationaal Park.

## Geografie
Sainte-Anne is zo’n 220 hectare groot. Het hoogste punt van het eilandje is 250 meter.

## Privé-eiland
Het eiland is in privébezit en vormt een groot en luxueus resort, bestaande uit 87 villa’s: het Sainte Anne Resort & Spa.